# Benoît Sinner
Benoît Sinner (* 7. August 1984 in Melun) ist ein französischer Radrennfahrer.

## Sportliche Laufbahn
Benoît Sinner begann seine Karriere 2006 bei dem französischen Professional Continental Team Agritubel. Im selben Jahr gewann er das Straßenrennen der U23-Europameisterschaft in den Niederlanden. Weitere Erfolge waren ein Etappensieg bei der Boucles de la Mayenne, bei der er Sechster der Gesamtwertung wurde, und der Dritte Platz bei der Boucles de l’Aulne. Er nahm außerdem durch Wildcards an ein paar ProTour-Rennen teil, wie Paris–Roubaix oder der Dauphiné Libéré. 2014 siegte er im Etappenrennen Tour d’Eure-et-Loir.
2016 gewann Sinner eine Etappe der Tour de Normandie.

## Erfolge
2006
- Europameister – Straßenrennen (U23)

2013
- eine Etappe Boucles de la Mayenne

2016
- eine Etappe Tour de Normandie

## Teams
- 2006 Agritubel
- 2007 Agritubel
- 2008 Agritubel
- 2009 Besson Chaussures-Sojasun
- 2015 Équipe Cycliste de l’Armée de terre
- 2016 Armée de terre